# زنگوله‌پری گل‌بزرگ
زنگوله‌پری گل‌بزرگ (نام علمی: Prosartes smithii) نام یک گونه از سرده زنگوله‌های پری است.